# Ойгст-ам-Альбіс
Ойгст-ам-Альбіс (нім. Aeugst am Albis) — громада  в Швейцарії в кантоні Цюрих, округ Аффольтерн.

## Географія
Громада розташована на відстані близько 90 км на північний схід від Берна, 13 км на південь від Цюриха.
Ойгст-ам-Альбіс має площу 7,9 км², з яких на 12,7% дозволяється будівництво (житлове та будівництво доріг), 51,1% використовуються в сільськогосподарських цілях, 30,9% зайнято лісами, 5,3% не є продуктивними (річки, льодовики або гори).

## Демографія
2019 року в громаді мешкало 1981 особа (+8,6% порівняно з 2010 роком), іноземців було 14,2%. Густота населення становила 250 осіб/км².
За віковим діапазоном населення розподілялося таким чином: 19,8% — особи молодші 20 років, 62,2% — особи у віці 20—64 років, 18% — особи у віці 65 років та старші. Було 848 помешкань (у середньому 2,3 особи в помешканні).
Із загальної кількості 442 працюючих 39 було зайнятих в первинному секторі, 25 — в обробній промисловості, 378 — в галузі послуг.